# 太陽のしっぽ
『太陽のしっぽ』（たいようのしっぽ、Tail of the Sun）はアートディンクより1996年4月に発売されたプレイステーション用のゲームソフト。
主人公は原始人となって、原始時代で自由気ままにくらす。狩りで得たマンモスの牙を積み上げて出来た塔が太陽のしっぽまで届くと、ひとまずエンディングとなる。
ディレクションは『アクアノートの休日』の飯田和敏（のちに『巨人のドシン』を製作）。
2006年12月21日からゲームアーカイブスでダウンロード販売されている。

## サウンドトラック
- 太陽のしっぽ GM-PROGRESS-8（1996年6月26日/メディアリング/規格番号MGCD-1021）

ゲーム音源とアレンジ楽曲を収録。帯には「モンド・ミュージック」と書かれている。
・太陽のしっぽ　オリジナル・サウンドトラック（2024年8月21日/CASSETRON/規格番号CTN-36）
上記のリマスター再発盤。
・太陽のしっぽ　オリジナル・サウンドトラック レコード（2024年8月21日/CASSETRON/規格番号CTN-37）
限定生産のアナログレコード盤。